# اجتمعوا!! واريو وير
"اجتمعوا!! واريو وير" هي لعبة حفلات أطلقتها نينتندو لجهاز نينتندو غيم كيوب في 17 أكتوبر 2003. تعد هذه اللعبة الجزء الثاني من سلسلة " واريو وير". شقت طريقها إلى الأسواق العالمية تحت اسم "Wario Ware, Inc. Mega Party Game$"، حيث طُرحت في الولايات المتحدة يوم 5 أبريل 2004، وفي أوروبا يوم 3 سبتمبر 2004.
تحافظ اللعبة على نفس التحديات المصغّرة (الميكرو غيمز) التي كانت في الإصدار الأول، لكنها تضيف ميزة المنافسة الجماعية، مما يتيح لما يصل إلى أربعة لاعبين التنافس معًا. كما تدعم اللعبة كابل غيم بوي أدفانس الخاص بجهاز غيم كيوب، مما يسمح بخوض التجربة على أجهزة غيم بوي أدفانس وغيم بوي أدفانس SP.
إلى جانب أوضاع اللعب الجماعي، تتضمن اللعبة طورًا مخصصًا للعب الفردي، حيث يمكن للاعب اختيار مستوى الصعوبة وسرعة اللعب للتدرب على التحديات المصغّرة بحرية. يختلف هذا الطور عن وضع "الموسوعة" الاعتيادي، حيث لا يتأثر اللاعب بعدد المحاولات، وتظل المستويات والسرعة ثابتة، مما يتيح تجربة تدريبية أكثر تركيزًا ومتعة.

## شخصيات واريو وير
- واريو

الرئيس التنفيذي لشركة واريو كومباني، ذاك الرجل الجشع ذو الشارب الكثيف والضحكة الماكرة. في أحد المشاهد، تحطّم التلفاز في شركته فجأة، لكنه عاد للعمل بطريقة غريبة بعد أن اصطدمت به كرة قدم!
- جيمي

أيقونة الرقص وأفضل راقص في المدينة! هذا الرجل يعيش ويتنفس الموسيقى، لكن شغفه كلفه كثيرًا. ففي أحد المشاهد، سألته حبيبته: "أنا أم الرقص، من ستختار؟"، فما إن انطلقت الموسيقى حتى بدأ جسده يهتز تلقائيًا، ولم تمضِ لحظات حتى هجرته بلا تردد!
- مونا

فتاة مرحة لا تفارق دراجتها السكوتر، تنطلق بها بسرعة البرق في شوارع دايموند سيتي. تعمل بدوام جزئي في مطعم "سورا سورا"، وفي أحد المشاهد ظهرت كمجسّم ثلاثي الأبعاد، لتكون أول شخصية في شركة واريو تحصل على هذا الشرف!
- دريبل

سائق أجرة في دايموند تاكسي، لكنه ليس مجرد سائق عادي، بل مهووس بالسرعة ولا يطيق القيادة البطيئة. في أحد المشاهد، نراه برفقة زميله سبيتز وهو يوصل الغريب الأطوار أوربيولون إلى نقطة مجهولة الى خارج الفضاء !
- سبيتز

السائق الآخر في دايموند تاكسي، على عكس زميله دريبل، يفضّل القيادة الهادئة والرحلات المريحة. لكنه دائمًا ما يجد نفسه في مواقف عجيبة بسبب زبائنه المجانين!
- كات

فتاة نينجا صغيرة، تنتمي إلى سلالة نينجا إغا، وهي الأخت الكبرى لتوأمها آنا. تمتلك شخصية قوية وتعشق المقالب. ظهرت في أحد المشاهد على التلفاز تستعرض تقنيات النينجا مع شقيقتها!
- آنا

أخت كات الصغرى ، أكثر هدوءًا وأقل مشاكسة. دائمًا ما تجد نفسها تحت رحمة مقالب أختها، لكنها تبقى بجانبها عندما تشتد الأزمات!
- تسعة فولت

فتى صغير يدرس في مدرسة دايموند الابتدائية، لكنه ليس مجرد طالب عادي، بل هو مدمن نينتندو حتى النخاع! يجوب الشوارع على لوح تزلج عالي التقنية، وظهر في أحد المشاهد كـ دي جي يعزف الموسيقى على التلفاز!
- الدكتور كرايغور

عالم عبقري يعيش في جزيرة مهجورة، منشغل دائمًا باختباراته الغريبة. في أحد المشاهد، نرى مركبة أوربيولون الفضائية وهي تسقط فوق مختبره، فيجد نفسه فجأة في رحلة غير متوقعة داخل سيارة أجرة!
- أوبولون

كائن فضائي جاء إلى الأرض بهدف السيطرة على العالم، لكن مركبته تعطلت وسقطت في دايموند سيتي، ليجد نفسه منسجمًا تمامًا مع حياة البشر! في أحد المشاهد، تحول إلى امرأة بشرية ليستقل سيارة أجرة إلى الفضاء، لكنه كشف عن هويته لاحقًا وقال لـ دريبل وسبيتز: "سأجعلكما من أتباعي!"، فما كان منهما إلا أن ردّا عليه بلا مبالاة: "يا للغباء!".

## أسلوب اللعب الجماعي
يُقدم واريو وير تجربة لعب جماعي حيث يتنافس اللاعبون في مجموعة متنوعة من الألعاب الصغيرة السريعة. عند بدء اللعبة، يحدد المشاركون عدد اللاعبين ويختارون شخصياتهم، والتي تُستخدم فقط للتعرف على اللاعب، دون أن تؤثر على طريقة اللعب. جميع المباريات تعتمد على المهارة الفردية، حيث لا يمكن إضافة شخصيات يتحكم بها الذكاء الاصطناعي (NPC)، مما يجعل المواجهات بين اللاعبين أكثر تنافسية.

### أوضاع اللعب الجماعي
| الطور                 | الشخصية       | الوصف |
| --------------------- | ------------- | --- |
| حمى البقاء            | جيمي          | يُضاء المسرح بشكل عشوائي على أحد اللاعبين (أو على الجميع)، ويكون على المختار تنفيذ التحدي الصغير. عند الفشل ثلاث مرات، يتم استبعاده، والفائز هو آخر لاعب يبقى صامدًا. يمكن للاعبين المقصيين التحكم في شخصيات صغيرة لإعاقة الباقين (متاح فقط في اللعب بـ 3-4 لاعبين).                                                       |
| إزعاج واريو           | واريو         | يشارك كل لاعب في 15 تحديًا صغيرًا، بينما يحاول بقية اللاعبين عرقلة تقدمه بتحريك شخصياتهم على الشاشة أو القفز لإحداث اضطرابات. يختلف تأثير الشخصيات حسب الحجم؛ فالكبيرة تشغل مساحة واسعة، بينما الصغيرة تترك آثارًا بصرية مربكة.                                                                                             |
| لعبة بطاقات ناين فولت | ناين فولت     | تحتوي مجموعتان من البطاقات على تحديات صغيرة وبطاقات خاصة. يختار اللاعب بطاقة، وعند سحب البطاقة الخاصة، يجب أن ينجز جميع التحديات السابقة بنجاح للحصول على النقاط. في حالة الفشل، يخسر كل البطاقات التي جمعها، كما يمكن للاعبين الآخرين سرقة البطاقات من بعضهم البعض. الفائز هو من يمتلك أكبر عدد من البطاقات في النهاية. |
| انفجار البالون        | د. كرايغور    | يتناوب اللاعبون على تنفيذ التحديات، بينما يقوم الآخرون بنفخ بالون عبر الضغط المتكرر على الأزرار. عندما ينفجر البالون أثناء محاولة أحد اللاعبين، يخسر على الفور! |
| السلاحف المتأرجحة     | كات و آنا     | يبدأ جميع اللاعبين بتحدٍ صغير، والفائز يحصل على فرصة لتنفيذ تحدٍ منفرد. في حال النجاح، يضيف عقبة أسفل أقدام جميع اللاعبين الآخرين، أما إذا فشل، فيتم وضع عقبة أسفل قدميه. بعد ذلك، يبدأ التحدي الحقيقي حيث يجب على الجميع الحفاظ على توازنهم على منصات متأرجحة، وآخر من يبقى واقفًا هو الفائز!                              |
| معركة الفضاء          | دريبل و سبيتز | كل لاعب يختار نيزكًا لضربه، وكل نيزك له صلابة مختلفة. عند اختيار نيزك، يتمكن اللاعب من ضربه مرة واحدة، ثم يحصل على فرصة لضربه أكثر عند إتمام تحديات صغيرة بنجاح. الهدف هو تدمير النيازك وتحويلها إلى "نجوم" خاصة باللاعب. إذا تمكن أحد اللاعبين من محاصرة نجمة خصم بين اثنتين من نجومه، فإنه يستولي عليها.                |
| اسأل الدكتور!         | مونا          | يُطلب من اللاعبين تنفيذ التحديات الصغيرة بأسلوب معين (مثل إخراج اللسان أو التحدث عن موضوع عشوائي أثناء اللعب). يقوم اللاعبون الآخرون بالتصفيق بناءً على الأداء، والفائز هو من يحصل على أكبر عدد من الأصوات. |
| التعاون الفضائي       | أوربيولون     | يتعاون اللاعبون لمساعدة أحدهم على تنفيذ التحديات في بيئة مظلمة. يتحكم اللاعبون الآخرون في إضاءة المشهد باستخدام مصابيح، مما يسمح للاعب النشط برؤية أجزاء من الشاشة فقط. عند الفشل ثلاث مرات، تنتهي اللعبة ويتم تقييم العلاقة بين اللاعبين بناءً على مستوى التعاون.                                                        |

### أوضاع إضافية
إلى جانب الأوضاع السابقة، تضم اللعبة تحديات جماعية أخرى لإضافة مزيد من المتعة والتنوع:
- سباق الطائرات الورقية – يتحكم اللاعبون في طائرات ورقية ويسعون لإيصالها إلى خط النهاية دون السقوط.
- القفز الجماعي بالحبل – يجب على جميع اللاعبين القفز معًا على نفس الحبل في توقيت مثالي.
- البقاء بيد واحدة – يتم تمرير وحدة التحكم بين اللاعبين أثناء تنفيذ التحديات، والخاسر يُقصى من الجولة.
- قفز الحبل بيد واحدة – يشترك اللاعبون في القفز بالحبل مع تمرير وحدة التحكم بينهم، وأي خطأ يؤدي إلى إنهاء التحدي.

## أسلوب اللعب الفردي
بالرغم من تركيز واريو وير على اللعب الجماعي، إلا أنه يحتوي على عدة أوضاع مخصصة للعب الفردي، تقدم للاعبين تحديات متنوعة لقياس مهاراتهم وتحسين أدائهم.

### أوضاع اللعب الفردي
| الطور                  | الوصف |
| ---------------------- | --- |
| تحدي المراحل           | يتوجب على اللاعب إكمال جميع التحديات الصغيرة واحدة تلو الأخرى. يمكن حفظ التقدم وفقًا للفئات المختلفة. |
| وضع الفوضى             | نمط لعب يستمر فيه اللاعب بلعب التحديات بشكل مستمر دون توقف. يشبه وضع "الاسترخاء" من واريو وير الأصلي، لكن في هذا الإصدار ترتفع السرعة والصعوبة تدريجيًا. |
| الوضع المثير           | يركز على تحديات مستوى LV3، حيث يتنافس اللاعب في تحقيق أطول سلسلة انتصارات متتالية دون أي خطأ. الفشل في أي تحدٍ ينهي الجولة فورًا. |
| وضع المستحيل           | يتم لعب جميع التحديات بسرعة متزايدة. تبدأ اللعبة بتحديات LV1، ولكن كلما تقدم اللاعب ارتفعت السرعة إلى مستويات لم يسبق لها مثيل في السلسلة، مما يجعل تحقيق الدرجات العالية أكثر صعوبة. |
| سباق الزمن             | يتنافس اللاعب على إنهاء 20، 40، أو 60 تحديًا في أسرع وقت ممكن. يزداد مستوى السرعة مع كل فوز، ولكن أي فشل يؤدي إلى خسارة الوقت وتقليل سرعة التحديات. لا تظهر تحديات فئة الذكاء **IQ** الخاصة بـ أوربيولون في هذا النمط. |
| تحدي الجميع دفعة واحدة | يتعين على اللاعب إكمال جميع التحديات على مستوى LV3، ويتم احتساب عدد التحديات التي تم اجتيازها بنجاح لتحديد النتيجة النهائية. |
| عرض أسماء المطورين     | نمط إضافي يظهر بعد إتمام التحديات. يستخدم قواعد شبيهة بـ "إطلاق اللوحات" الخاصة بـ دريبل. عند التصويب على "?" يتم كشف اسم أحد مطوري اللعبة. عدد الألواح التي يتم ضربها يغير الخلفية كما يلي: - 1-4 ألواح، 118 لوحًا: نجوم بيضاء صغيرة. - 5-11 لوحًا: نجوم صفراء. - 12-21 لوحًا: شعار "W" الخاص بـ واريو. - 22-31 لوحًا: شعار نينتندو غيم كيوب. - 32-39 لوحًا: شخصية تشبه جهاز غيم بوي أدفانس بأطراف. - 40-57 لوحًا: شكل قلب. - 58-63 لوحًا: أرنب الفضاء الخاص بـ أوربيولون. - 64-73 لوحًا: علامة بيكاتشو. - 74-77 لوحًا: شخصية الطماطم البيضاء من "بقاء يد واحدة". - 78-89 لوحًا: رمز الترايفورس. - 90-117 لوحًا: شهاب ذهبي وفضي. |

### وضع الموسوعة
يوفر واريو وير إمكانية استعراض جميع التحديات الصغيرة عبر وضع الموسوعة، حيث يمكن للاعب تحديد السرعة والمستوى لممارسة أي تحدٍ دون القلق من فقدان المحاولات. يتيح هذا النمط ممارسة غير محدودة، مما يسمح للاعبين بإتقان كل تحدٍ على حدة.
عند تشغيل أي تحدٍ في وضع الموسوعة، يظهر شريط الحياة والنتائج، ويُرمز لمستويات التحدي عبر الألوان:
- الأزرق→ مستوى LV1.
- الأصفر → مستوى LV2.
- الأحمر → مستوى LV3.

### تحليل أداء اللاعب
يتم تقييم مهارات اللاعب بناءً على خمسة معايير رئيسية، ويتم تسجيل النتائج في ملف اللاعب الشخصي، حيث يمكن حفظ بيانات تصل إلى 16 لاعبًا مختلفًا:
- التوقيت – القدرة على الضغط على الزر في اللحظة المناسبة.
- التحكم – تقييم أداء اللاعب في التحديات التي تتطلب تحريك الشخصيات.
- السرعة – مدى استجابة اللاعب للأوامر وتنفيذها بسرعة.
- الذكاء – قياس القدرة على حل الألغاز والتحديات الذهنية.
- التحمل – أداء اللاعب في التحديات التي تتطلب الضغط السريع على الأزرار.

## روابط خارجية
- الصفحة الرسمية لـ واريو وير على ويكيبيديا اليابانية
- الموقع الرسمي لـ نينتندو